# Premi Platino a la millor música original
El Premi Platino a la millor música original és lliurat anualment al compositor de la música origina d'una pel·lícula iberoamericana per la Entitat de Gestió de Drets dels Productors Audiovisuals (EGEDA), la Federació Iberoamericana de Productors Cinematogràfics i Audiovisuals (FIPCA) i les acadèmies de cinema iberoamericanes. Poden optar per a aquesta categoria, "el compositor o els compositors responsable/s de la concepció i la composició de la música, amb un màxim de dos autors per pel·lícula de ficció i animació. La música original candidata haurà de suposar almenys el 51% de la durada de tota la música de la pel·lícula, inclosa qualsevol obra preexistent".

## Premios y nominaciones
Indica la pel·lícula guanyadora en cada edició.

### 2010s
| Edició                              | Pel·lícula                 | Compositor(a)                          | Ref.   |
| ----------------------------------- | -------------------------- | -------------------------------------- | ------ |
| 2014 I edició dels Premis Platino   | Metegol                    | Emilio Kaunderer                       | [ 2 ]  |
| 2014 I edició dels Premis Platino   | El limpiador               | Karin Zielinski                        | [ 3 ]  |
| 2014 I edició dels Premis Platino   | Las brujas de Zugarramurdi | Joan Valent                            | [ 3 ]  |
| 2015 II edició dels Premis Platino  | Relatos salvajes           | Gustavo Santaolalla                    | [ 4 ]  |
| 2015 II edició dels Premis Platino  | Conducta                   | Magda Rosa Galbán, Juan Antonio Leyva. | [ 5 ]  |
| 2015 II edició dels Premis Platino  | El Niño                    | Roque Baños                            | [ 5 ]  |
| 2015 II edició dels Premis Platino  | La danza de la realidad    | Adán Jodorowsky                        | [ 5 ]  |
| 2015 II edició dels Premis Platino  | La isla mínima             | Julio de la Rosa                       | [ 5 ]  |
| 2015 II edició dels Premis Platino  | Libertador                 | Gustavo Dudamel                        | [ 5 ]  |
| 2016 III edició dels Premis Platino | El abrazo de la serpiente  | Nascuy Linares                         | [ 6 ]  |
| 2016 III edició dels Premis Platino | Ixcanul                    | Pascual Reyes                          | [ 7 ]  |
| 2016 III edició dels Premis Platino | Ma ma                      | Alberto Iglesias                       | [ 7 ]  |
| 2016 III edició dels Premis Platino | Magallanes                 | Federico Jusid                         | [ 7 ]  |
| 2016 III edició dels Premis Platino | Nadie quiere la noche      | Lucas Vidal                            | [ 7 ]  |
| 2017 IV edició dels Premis Platino  | Julieta                    | Alberto Iglesias                       | [ 8 ]  |
| 2017 IV edició dels Premis Platino  | Esteban                    | Chucho Valdés                          | [ 9 ]  |
| 2017 IV edició dels Premis Platino  | La luz incidente           | Mariano Loiácomo                       | [ 9 ]  |
| 2017 IV edició dels Premis Platino  | Neruda                     | Federico Jusid                         | [ 9 ]  |
| 2017 IV edició dels Premis Platino  | Un monstre em ve a veure   | Fernando Velázquez                     | [ 9 ]  |
| 2018 V edició dels Premis Platino   | La cordillera              | Alberto Iglesias                       | [ 10 ] |
| 2018 V edició dels Premis Platino   | El techo                   | Magda Rosa Galbán, Juan Antonio Leyva  | [ 11 ] |
| 2018 V edició dels Premis Platino   | La llibreria               | Alfons de Vilallonga i Serra           | [ 11 ] |
| 2018 V edició dels Premis Platino   | Los Buscadores             | Derlis A. González                     | [ 11 ] |
| 2018 V edició dels Premis Platino   | O Filme da Minha Vida      | Plínio Profeta                         | [ 11 ] |
| 2019 VI edició dels Premis Platino  | Yuli                       | Alberto Iglesias                       | [ 12 ] |
| 2019 VI edició dels Premis Platino  | El reino                   | Oliver Arson                           | [ 13 ] |
| 2019 VI edició dels Premis Platino  | La noche de 12 años        | Federico Jusid                         | [ 13 ] |
| 2019 VI edició dels Premis Platino  | O Grande Circo Místico     | Chico Buarque, Edu Lobo                | [ 13 ] |

### 2020s
| Edició                               | pel·lícula                  | Compositor(a)                          | Ref.   |
| ------------------------------------ | --------------------------- | -------------------------------------- | ------ |
| 2020 VII edició dels Premis Platino  | Dolor y gloria              | Alberto Iglesias                       | [ 14 ] |
| 2020 VII edició dels Premis Platino  | El cuento de las comadrejas | Emilio Kauderer                        | [ 15 ] |
| 2020 VII edició dels Premis Platino  | Mientras dure la guerra     | Alejandro Amenábar                     | [ 15 ] |
| 2020 VII edició dels Premis Platino  | Monos                       | Mica Levi                              | [ 15 ] |
| 2021 VIII edició dels Premis Platino | Akelarre                    | Maite Arrotajauregi i Aránzazu Calleja | [ 16 ] |
| 2021 VIII edició dels Premis Platino | La Llorona                  | Pascual Reyes                          |        |
| 2021 VIII edició dels Premis Platino | Canción sin nombre          | Pauchi Sasaki                          |        |
| 2021 VIII edició dels Premis Platino | El olvido que seremos       | Zbigniew Preisner                      |        |
| 2022 IX edició dels Premis Platino   | Madres paralelas            | Alberto Iglesias                       | [ 17 ] |
| 2022 IX edició dels Premis Platino   | Memoria                     | César López                            | [ 18 ] |
| 2022 IX edició dels Premis Platino   | Los lobos                   | Kenji Kishi Leopo                      | [ 18 ] |
| 2022 IX edició dels Premis Platino   | El buen patrón              | Zeltia Montes                          | [ 18 ] |